# 台灣貓節
台灣貓節，定於4月4日。1995年，愛貓族聯誼會會長心岱發起台灣貓節票選活動，最終與台北市政府新聞處將4月4日訂為台灣貓節。心岱曾撰文表示：制訂「台灣貓節」所賦予的希望工程是「如果有『快樂的國民』，就應該有幸福的貓狗」。
台灣的一些商家會利用貓節來促銷貓咪相關商品。